# Transformers: Cybertron
Transformers: Cybertron (Transformers: Galaxy Force en Japón), es una serie de anime de Japón y Estados Unidos, animada por Gonzo y Sunwoo Entertainment.
La serie fue concebida por Hasbro como secuela de Transformers: Armada y Transformers Energon, perteneciente a Trilogía de Unicron.

## Argumento
Después de la destrucción de Unicron se dio un fenómeno cuyos resultados fueron la formación de un agujero negro masivo, el planeta Cybertron, mundo natal de los Transformers, se ve amenazado, y su población es evacuada a la Tierra, tomando la forma de los vehículos locales y maquinaria para esconderse de la humanidad. Mientras esto ocurre, Optimus Prime y su equipo de élite de Autobots guerreros son abordados por el antiguo Transformer Vector Prime, que ha surgido de su lugar de reposo en el vacío, fuera del tiempo para informarles de las legendarias Llaves Cyber Planeta, antiguos artefactos de poder que pueden detener el agujero negro y salvar el universo. Perdido debido a un accidente durante un intento de crear una cruzada universal puente espacial de la red, los fragmentos de las Llaves Cyber Planeta ahora residen en cuatro mundos en algún lugar del universo - por desgracia, el mapa de Vector Prime que estaba mostrando su ubicación es robado por el líder Decepticon Megatron, y ambas fuerzas se trasladan a la Tierra mientras la carrera para encontrarlas comienza. 
En la Tierra, los Autobots hacen amistad con tres jóvenes humanos llamados Coby, Bud y Lori, (interpretada por Sarah Edmondson), que ayudan a los Autobots a localizar la Cerradura Omega, el dispositivo de enfoque para el poder lad Llaves Cyber Planeta. Con los nuevos "poderes de la Cyber llave" activados, los Transformers pelean en muchos frentes, buscando la cerradura en la Tierra, mientras que Hot Shot y Red Alert se dirigen a Velocitron, el Planeta de la velocidad, que es el lugar de descanso de la primera llave. Mientras Hot Shot compite en el gran campeonato de carreras del planeta para ganar la llave de la líder del planeta Override, la cerradura se encuentra en la Tierra en el interior del Atlantis, una nave Transformer que se estrelló en el mar, y el Autobot Overhaul se dirige hacia el otro mundo, el Planeta Jungla, donde el poder de su Cyber llave lo reforma conviritnedolo en Leobreaker. Megatron se congracia con el gobernante de Planeta Jungla Scourge, mientras que al mismo tiempo, su lugarteniente intrigante Starscream aliado con el misterioso Sideways, y trabajan para sus propios objetivos. 
En última instancia, los Autobots tienen éxito en la adquisición de las llaves tanto de Velocitron como del Planeta Jungla, momento en que la existencia de la propia Llave Cyber Planeta de la Tierra se revela. Starscream hace su juego de poder y derroca a Megatron, roba la cerradura Omega, junto con las tres llaves de los Autobots y las utiliza para crecer en tamaño y poder. Sus fuerzas aumentan gracias a los Autobots antiguos de la Tierra y la llegada de Wing Saber, que se combina con Optimus Prime, los Autobots se abren   camino contra un vengativo Megatron y derrotan a Starscream - pero la batalla no concluye, sin víctimas, como Hot Shot, Red Alert y scattershot quedan gravemente heridos y son reconstruidos en el aún más poderoso "equipo de defensa de Cybertron." 
Al regresar a Cybertron, los Autobots utilizan la cerradura Omega y las Llaves Cyber Planeta, que despiertan al espíritu de Primus, la deidad que es creadora de los Transformers, y el mismo Cybertron se transforma en realidad en el cuerpo del dios. Después de una batalla en la Starscream absorbe el poder de Primus y crece al tamaño del planeta - solo para ser derrotado por el mismo Primus - la ubicación de la cuarta y última llave se encuentra en Gigantion, el Planeta gigante. Gigantion, sin embargo, existe en otra dimensión, después de haber caído en una grieta en el espacio/tiempo, y mientras que los Autobots son capaces de llegar al planeta, los Decepticons son conducidos allí por el enigmático Soundwave. Vencido por el líder del planeta Metroplex, Megatron absorbe poder de la llave para convertirse en Galvatron, y Sideways y Soundwave se revelan como habitantes del Planeta X, un mundo destruido por los Gigantions, de los cuales buscan vengarse. Galvatron los envia a ellos y a Starscream a otra dimensión y adquiere la cerradura y las llaves para sí mismo, con la intención de usar su poder para acelerar la degeneración universal causada por el agujero negro y rehacer el cosmos a su propia imagen. Vector Prime sacrifica su vida para permitirle a los Autobots regresar a su universo de origen, y los cinco líderes de los planetas enfrentan a Galvatron dentro del agujero negro, derrotarlo. Con todas las Llaves Cyber Planeta ahora en su posesión, Primus utiliza su poder para finalmente sellar el agujero negro, poniendo fin a su amenaza. 
En las diversas civilizaciones de cada planeta intentan volver a la vida normal, sin embargo Galvatron ataca a los Autobots por última vez. Sin tropas de respaldo Galvatron se enfrenta a Optimus Prime en un duelo uno a uno, y es finalmente destruido para siempre. Optimus dice "Somos como las dos caras de una misma moneda, siempre conectados, tiene que ser yo quien lo haga." Mientras Megatron se está muriendo, coloca el puño en el pecho de Optimus y dice algo a él. Sus últimas palabras, sin embargo, no se oyen. Él es más visto en los créditos del último episodio Vector Prime participar en la batalla Con esta victoria final, Optimus Prime comienza una nueva iniciativa de puente espacial, y los transformers a la espera para ir a los cuatro rincones del universo, y nuevas aventuras.

### Inconsistencias
La serie posee problemas de continuidad por el hecho de que fue colocada en su versión original como serie separada de las demás, sin relación aparente (caso similar a Car Robots), pero Hasbro la coloco como una secuela a Energon, lo cual genera problemas con las otras series como:
- Nadie parece recordar los sucesos de las batallas de Unicron de Armada y Energon, aparte de que los Autobots actúan como si nunca hubieran estado en la Tierra, cuando ya habían estado 10 años allí en las ciudades cibertronianas de energon.

- Los autobots dependen en esta serie de 3 humanos nada más, cuando en Energon tuvieron innumerables aliados humanos, como Dr. Jones y su familia, Rad, Carlos y Alexis, aparte de los habitantes de las ciudades cibertronianas de energon.

- Los Autobots consideran urgente ocultarse como vehículos en la tierra de los humanos, cuando ya era conocida su existencia en las series anteriores.

- Las ciudades Cybertron de Energon no son vistas o mencianadas.

- Algunos protagonistas como Jetfire y Landmine poseen diferentes actores de voz que en series anteriores tando en la versión japonesa y estadounidense. En la versión estadounidense Alerta Roja tiene el mismo actor de voz que en Armada, con otro acento.

- Cuando Optimus hace su primera combinación de esta serie, menciona nunca haber visto 2 transformers combinarse. Esto contradice claramente Armada y Energon (donde era muy común que 2 transformers se combinaran), incluso el propio Optimus se podía combinar desde Armada. Si se ve el episodio completo en la versión original y la estadounidense, se ve claramente que las referencias no combinan.

- Nadie se ve sorprendido de ver a Megatron y Starscream vivos y en funcionamiento. Se menciona que su resurrección se debe a la explosión de sol de Primus, si este fuera el caso, los Autobots se habrían sorprendido o al menos mencionado ya que habían quedado atrapados en el sol de Primus en Energon. Además de que Mirage (la forma resucitada de Tidal Wave de Energon) no apareció en la serie cuando supuestamente había quedado atrapado con Starscream y Megatron.

- Muchos personajes regresan con nuevos cuerpos sin explicación aparente.

- Personajes protagonistas como Kicker, Rodimus, Ironhide de Energon se desvanecen sin ser mencionados. Además de la aparición de nuevos personajes como Overhaul y Scattershot de la nada. Además del regreso de Alerta Roja tras su completa ausencia en Energon.

- El agujero negro se explica como producto de la destrucción de Unicron. Se hace referencia a los eventos de Energon, los cuales habían ocurrido en el universo alterno de Alpha Q, un detalle no mencionado. Además de que Cybertron no está conectado al universo de Alpha Q. No se explica esto aparte del porque se encuentra tan cerca el agujero negro cuando los autobots se dan cuenta.

- Si fuera el caso de la destrucción de Unicron el origen de la anomalía, significa que la lucha de los Autobots de Energon fue en vano. Las palabras de Alpha Q hubieran muerto, al igual que sus planetas que orbitaban alrededor del sol donde murió Unicron, sin un sol que les de energía y luego consumidos por el agujero negro. Nadie notó este detalle, más aún, Alerta Roja mencionó un planeta inabitado que no forma parte de los planetas de Alpha Q como primera víctima del agujero negro.

- En el DVD secreto de Transformers Cybertron(Galaxy Force) se menciona que Vector Prime es de un planeta llamado Guerrero. Según él viene de un reposo fuera del tiempo y espacio. Como dice un comentario de esta página el agujero negro destruyó un planeta inhabitado sin nombre. Y en el capítulo 43 Soundwave y Sideways les revelan su secreto al equipo de defensa de Cybertron. Ellos son de un planeta llamado: X, que según fue destruido en una guerra con el planeta Giganton. Tal vez el planeta Guerrero menos fue deshabitado porque los habitantes del planeta Guerrero, menos Vector Prime ayudaron a los Gigantons dando sus vidas para teletransportar a Giganton a otra dimensión y a X a otra dimensión.

- En el capítulo 48 la pelea de Galvatron contra Starscream por la cerradura omega, causa un portal temporal que envía a Galvatron y sus seguidores devuelta a su dimensión con la cerradura omega y Starscream y sus dos seguidores a la dimensión donde esta X mientras en Gigantón, Vector Prime da su vida para abrir un portal para que los Autobots regresaran.

- En el capítulo 51 El comienzo, cuando Optimus Prime se va del planeta, se ven a los humanos que los ayudaron durante años, como Rad, Carlos y Alexis de Armada. Kicker de Energon pero con Hot Shot de Energon, después de esto aparese Hot Shot de Cybertron.

## Reparto
| Personaje          | Actor de voz original (EE. UU.) | Actor de doblaje (Hispanoamérica) |
| ------------------ | ------------------------------- | --------------------------------- |
| Optimus Prime      | Gary Chalk                      | Luis Miguel Pérez                 |
| Alerta Roja        | Brian Dobson                    | José Granadillo                   |
| Jetfire            | Brian Drummond                  | Luis Enrique Poján                |
| Vector Prime       | Richard Newman                  | José Méndez                       |
| Hot Shot           | Kirby Morrow                    | Ezequiel Serrano                  |
| Override           | Lisa Ann Beley                  | Rebeca Aponte                     |
| Metroplex          | Ron Halder                      | Rubén León                        |
| Megatron/Galvatron | David Kaye                      | Frank Maneiro                     |
| Starscream         | Michael Dobson                  | Luis Carreño                      |
| Landmine           | Paul Dobson                     | Carlos Vitale                     |
| Mudflap            | Dale Wilson                     | Rubén León                        |
| Sideways           | Ted Cole                        | Johnny Torres                     |

## Episodios
Transformers: Cybertron cuenta con una sola temporada de 51 episodios, emitidos en Japón en 2005.

## Adaptaciones

### Manga
Una adaptación a serie de manga, escrita e ilustrada por Yoshihiro Iwamoto, fue serializado en los números de febrero a octubre de 2005 de Kodansha's Comic BomBom revista.
En formato tankōbon fue lanzado el 5 de agosto de 2005. Aunque tiene la misma idea de buscar Chip Squares y Planet Forces para extinguir el Grand Black Hole que en el anime, el desarrollo de la historia y las caracterizaciones son únicos. Debido a la cancelación del manga, los tres capítulos finales nunca se recopilaron en tankōbon.